# 聖彼得-弗爾托伊巴市鎮

圣彼得-弗尔托伊巴市镇於斯洛文尼亞的位置

圣彼得-弗尔托伊巴市镇（發音：[ʃɛmˈpeːtəɾ ʋəɾˈtoːi̯ba] 或 [ʃəmˈpeːtəɾ ʋəɾˈtoːi̯ba]）是斯洛文尼亞西部的一个市镇，行政中心为戈里察附近圣彼得。面積15平方公里，2010年人口6269。人口密度約420人/km2。

## 外部連結
- 官方网站  （斯洛文尼亚文）
- Municipality of Šempeter-Vrtojba on Geopedia （页面存档备份，存于）